# Lisa Carlsson (innebandyspelare)
Lisa Carlsson, född den 3 januari 1999, är en svensk innebandysspelare som spelar för Täby IS och svenska damlandslaget.
Lisa Carlsson har med det svenska landslaget tagit 3 VM guld (2019, 2021 och 2023) och ett silver i World Games år 2025. På nationell nivå har hon tagit ett SM-guld. 2022 blev hon utsedd till Årets back i SSL.